# Mihály Vörösmarty
Mihály Vörösmarty (Kápolnásnyék, 1 de dezembro de 1800 - 19 de novembro de 1855) foi um poeta e dramaturgo húngaro, considerado um dos máximos representantes do Romantismo no seu país.

## Biografia
Mihály Vörösmarty nasceu numa família católica. Foi educado pelos cistercienses em Székesfehérvár, e depois nas prestigiadas Escolas Pias de Peste. A morte do seu pai deixou-o na pobreza, pelo que teve de se valer pelos seus méritos para pagar os estudos.
Os factos ocorridos durante a dieta de 1825 acenderam o seu patriotismo e deram nova direcção à sua poesia, até então composta basicamente por um drama intitulado Salomão. A sua participação na vida pública da Hungria foi ainda maior depois de se enamorar por Etelka Perczel, que pertencia a uma classe social superior à sua. Muitos dos seus poemas líricos expressam esta paixão amorosa, enquanto que o seu patriotismo se manifesta nas suas composições épicas, que foram as que lhe deram maior fama: Zalán futása ("A fuga de Zalán") (1824), Cserhalom (1826), O vale encantado (1827) e Eger (1827).
Quando estas composições apareceram, Vörösmarty foi aclamado pelos românticos, em especial pelos membros do Círculo Aurora como Károly Kisfaludy ou Ferenc Toldy. Isto permitiu-lhe abandonar o seu trabalho como tutor familiar e dedicar-se à literatura a tempo inteiro, e instalar-se em Buda, mais perto dos centros culturais do país. Entre 1823 e 1831 compôs quatro dramas (entre eles Csongor e Tünde, considerada a sua obra-prima neste campo) e oito poemas épicos mais breves, entre os quais se destaca A két szomszédvár ("Dois castelos vizinhos") (1831).

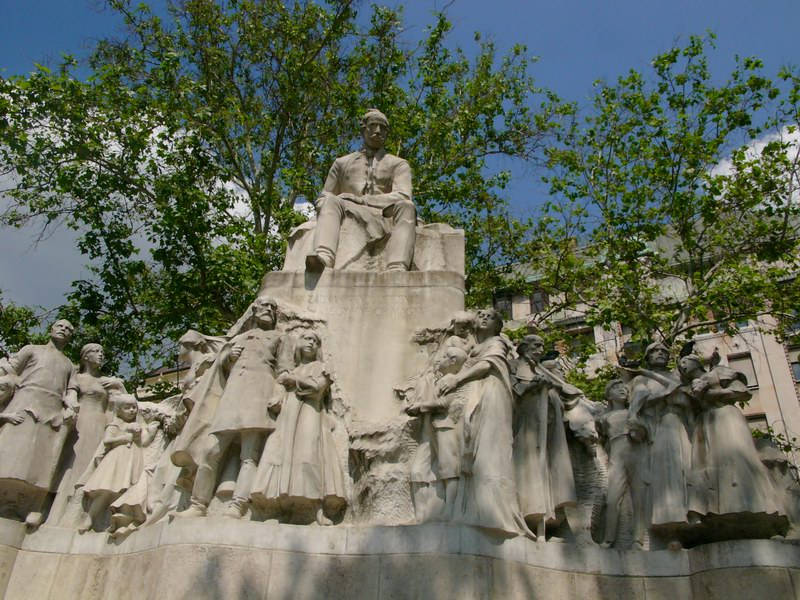
Estátua do poeta na praça Vörösmarty, em Budapeste.

Quando se fundou a Academia Húngara das Ciências em novembro de 1830, foi eleito membro da secção filológica, em cuja direcção sucedeu posteriormente a Károly Kisfaludy. Nesta condição coordenou um Dicionário completo da língua húngara e um Dicionário de dialectos húngaros, e foi coautor de um dicionário húngaro-alemão e de una gramática da língua húngara para germanófonos. Foi também um dos fundadores da "Sociedade Kisfaludy", e em 1837 contribuiu para a formação do Ateneu e de Figyelmező, uma revista de crítica literária. Nesta época, e até 1843, dedicou-se fundamentalmente a escrever dramas que tiveram pouco êxito entre os seus contemporâneos, de entre os quais o mais notável seja talvez Vérnász ("Boda de sangue", 1833), que foi premiado pela Academia. Também publicou vários volumes de poesia, e entre estas composições está Szózat ("Chamamento", 1836), que se converteria no hino nacional da Hungria a par de Himnusz, de Ferenc Kölcsey. O seu casamento com Laura Csajághy em 1843 inspirou-o a escrever uma série de poemas eróticos. Em 1848, em colaboração com János Arany e Sándor Petőfi, traduziu as obras completas de William Shakespeare.
Graças ao apoio de Lajos Kossuth e de Imre Cseszneky, Vörösmarty foi eleito para representar Jánoshalma na dieta de 1848, e em 1849 foi nomeado juiz do Alto Tribunal. O fracasso da Revolução húngara de 1848 afectou-o profundamente:  exilou-se durante um breve período de tempo, e quando regressou à Hungria em 1850 era já um ancião melancólico. Morreu em Pest em 1855, na mesma casa onde tinha falecido Károly Kisfaludy 25 anos antes. O dia do seu funeral foi declarado dia de luto nacional, e uma recolha de fundos nacional foi feita para apoiar os seus filhos, dirigida por Ferenc Deák.
Hoje uma das praças principais de Budapeste tem o seu nome: praça Vörösmarty.